# Hohenbuehelia pinicola
Hohenbuehelia pinicola är en svampart som beskrevs av Raithelh. 1984. Hohenbuehelia pinicola ingår i släktet Hohenbuehelia och familjen musslingar.   Inga underarter finns listade i Catalogue of Life.